# Минтофф, Доминик
До́миник (или Дом) Ми́нтофф (мальт. Duminku Mintoff, англ. Dominic "Dom" Mintoff; 6 августа 1916, Бормла, колония Мальта — 20 августа 2012, Таршин, Мальта) — основатель и лидер Лейбористской партии Мальты в 1949—1985 годах, премьер-министр Мальты в 1955—1958 годах (как премьер-министр колонии), и по получению независимости с 1971 по 1984 год.

## Биография
Родился в семье повара. Получил высшее строительное и архитектурное образование в Хартфордском колледже Оксфорда и Мальтийском Королевском Университете.
В 1936—1937 годах — секретарь ЦК Лейбористской партии Мальты, в 1941—1943 годах в эмиграции в Лондоне. После возвращения на родину работал архитектором. C 1945 — исполкома Лейбористской партии и заместитель председателя партии. С 1949 — председатель партии (до 1985 г.).
- 1947—1949 гг. — заместитель премьер-министра, министр общественных работ и восстановления.
- 1955—1958 гг. — премьер-министр британского колониального правительства Мальты. В апреле 1958 подал в отставку в знак протеста против политики британской администрации, этот демарш сопровождался массовыми волнениями: страна пережила тогда всеобщую стачку и ряд акций протеста. На выборах 1962 и 1966 гг. партия потерпела поражение, поскольку католическая церковь объявила голосование за лейбористов «смертным грехом».
- 1971—1984 гг. — премьер-министр Мальты.
- 1984—1998 гг. — депутат парламента.

Считался превосходным оратором. Ему удалось добиться смены политического строя на Мальте: в 1974 году Мальта была провозглашена республикой, после чего британская королева официально перестала считаться главой государства, а в 1979 году на острове была закрыта последняя военная база Великобритании.
Придерживался социалистических взглядов, завоевал популярность социальными реформами, направленными на улучшение жизненного уровня малообеспеченных слоев общества. При нём были повышены пенсии, введены детские пособия и понятие минимальной заработной платы, что в итоге превратило бывшую британскую колонию в государство с высоким уровнем социального обеспечения. Во внешней политике установил дружеские отношения с СССР и его союзниками, а также с КНР. В то же время, его дочь Яна участвовала в Чехословакии в 1968 году в протестах против советского вторжения, равно как и в Греции в 1973—1974 годах — в борьбе против правоавторитарной хунты «Чёрных полковников».
Ушел в отставку с поста премьер-министра вследствие нарастания экономических проблем — увеличения числа безработных, конфликта с медицинской ассоциацией по поводу реформы здравоохранения, а также эскалации конфликта с церковью по вопросу её роли в системе образования и собственности на землю. В 1998 году оставил пост депутата парламента в результате разногласий с новым лидером Лейбористской партии Альфредом Сантом.
Популяризировал выдающегося деятеля национального освобождения Мальты Мануэля Димека.
Был 50 лет женат на баронессе Мойре Бентинк (до её смерти в 1997 году), имел двух дочерей, Анну и Яну. Оставался одним из старейших политиков XX века, живших на планете.
Минтофф был доставлен в больницу 18 июля 2012 года. Позже, 4 августа, он был выписан и провёл свой 96-й день рождения дома, где и умер 20 августа. 25 августа правительство Мальты устроило ему государственные похороны.

## Награды
Награды Мальты
| Страна | Дата            | Награда                                      | Награда                                      | Литеры   |
| ------ | --------------- | -------------------------------------------- | -------------------------------------------- | -------- |
| Мальта | 6 апреля 1990 — | Компаньон Почёта Национального ордена Заслуг | Компаньон Почёта Национального ордена Заслуг | K.U.O.M. |